# Södra Skogsskäret
Södra Skogsskäret är öar i Finland. De ligger i Norra kvarken och i kommunen Korsholm i den ekonomiska regionen  Vasa i landskapet Österbotten, i den västra delen av landet. Öarna ligger omkring 26 kilometer norr om Vasa och omkring 390 kilometer norr om Helsingfors.
Arean för den av öarna koordinaterna pekar på är 9,6 hektar och dess största längd är 0,6 kilometer i sydöst-nordvästlig riktning.